# Liste des sous-marins nucléaires
Les sous-marins nucléaires en service dans le monde en 2013
En 2013, les sous-marins nucléaires en service se répartissaient en trois catégories principales :
1. Les sous-marins nucléaires lanceurs d'engins (SNLE) ;
2. Les sous-marins nucléaires lanceurs de missiles de croisière (SSGN) ;
3. Les sous-marins nucléaires d'attaque (SNA).

À ces types conventionnels s'ajoutaient des modèles expérimentaux ou spécialisés, comme le NR-1 américain (retiré du service en 2008) ou les submersibles soviétiques puis russes classés comme « stations nucléaires de plongée profonde de 1er rang ».

## Pays détenteurs de sous-marins nucléaires
Seules six puissances navales disposaient alors de cette technologie :
- Les États-Unis,
- La Russie,
- La France,
- Le Royaume-Uni,
- La Chine,
- L'Inde (depuis 2009).

## La suprématie américaine
Avec 73 sous-marins nucléaires sur les 144 recensés mondialement (soit 50 % du total), les États-Unis dominaient largement en 2013 :
- 14 SNLE,
- 4 SSGN,
- 55 SNA.

## Les autres forces sous-marines
De nombreuses nations, comme l'Allemagne ou la Corée du Nord, opéraient des sous-marins d'attaque, mais ceux-ci fonctionnaient alors à propulsion Diesel-électrique. La Corée du Nord a toutefois annoncé en 2023 son intention de construire un sous-marin nucléaire d'ici 2025.

## Liste des sous-marins en service

### Sous-marins nucléaires lanceurs d'engins (SNLE)

Coupe du SNLE chinois de type 092

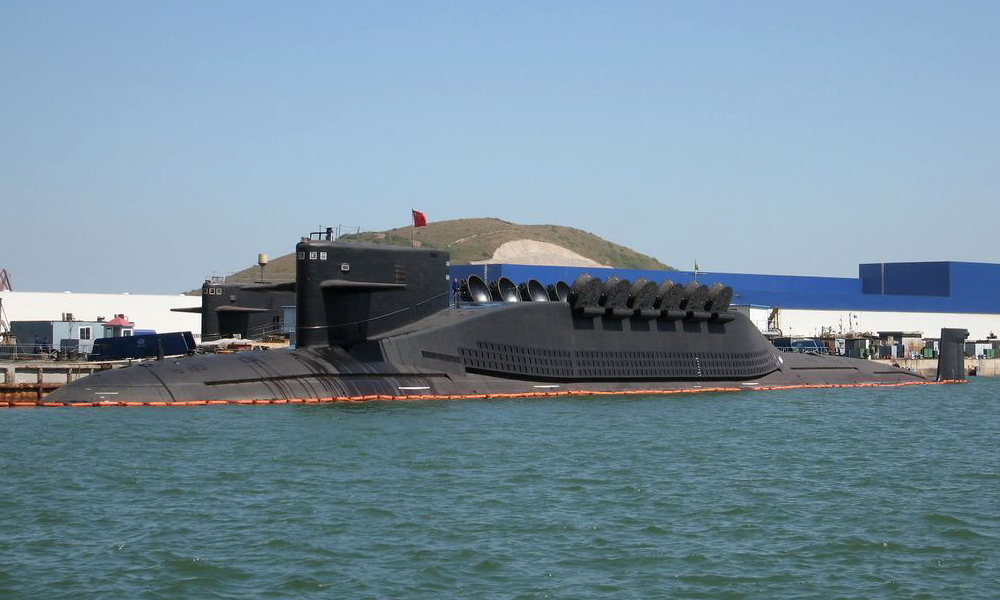
SNLE chinois de classe Jin (Type 094)

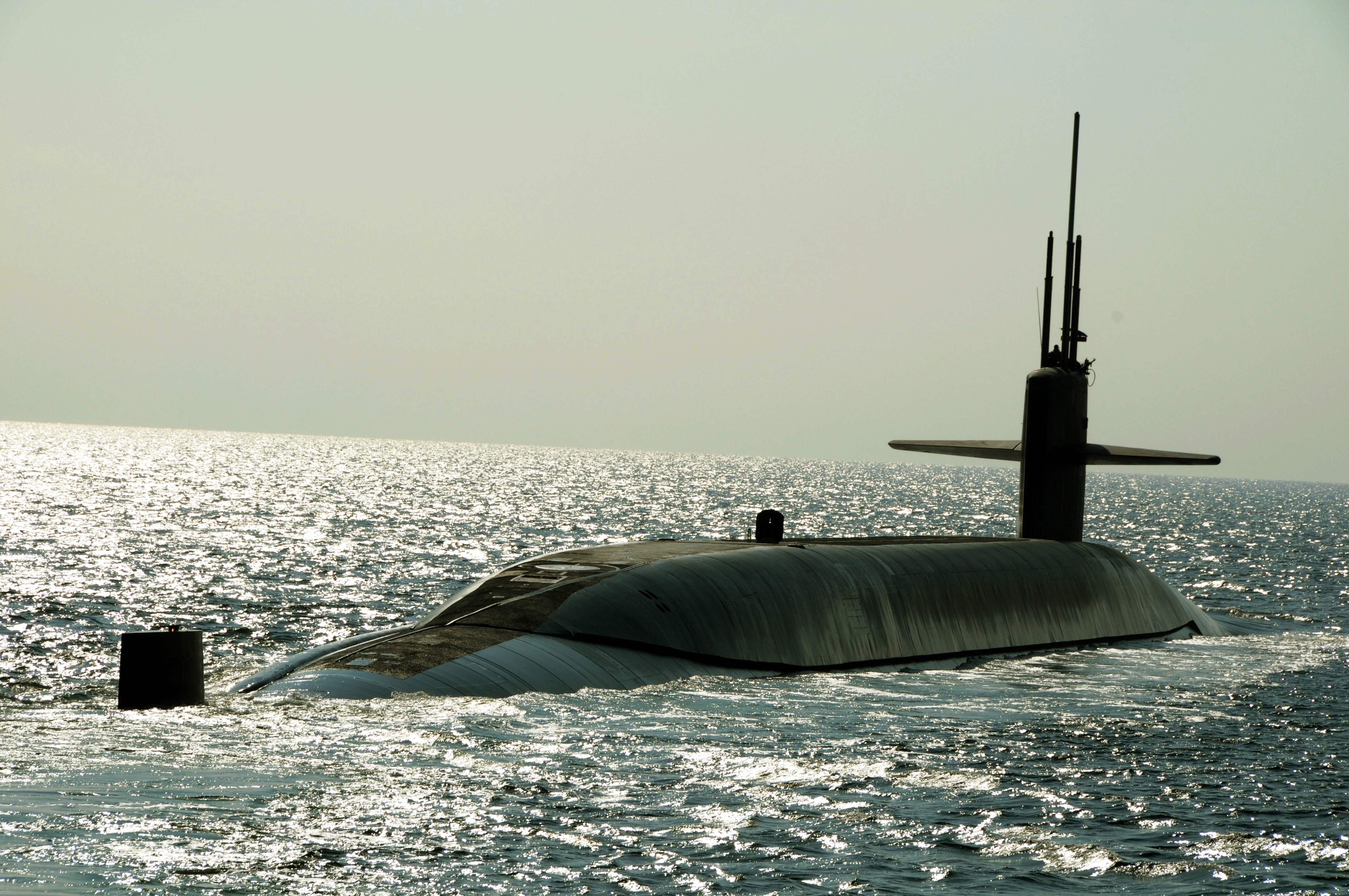
Le SNLE américain USS Maryland (SSBN-738).

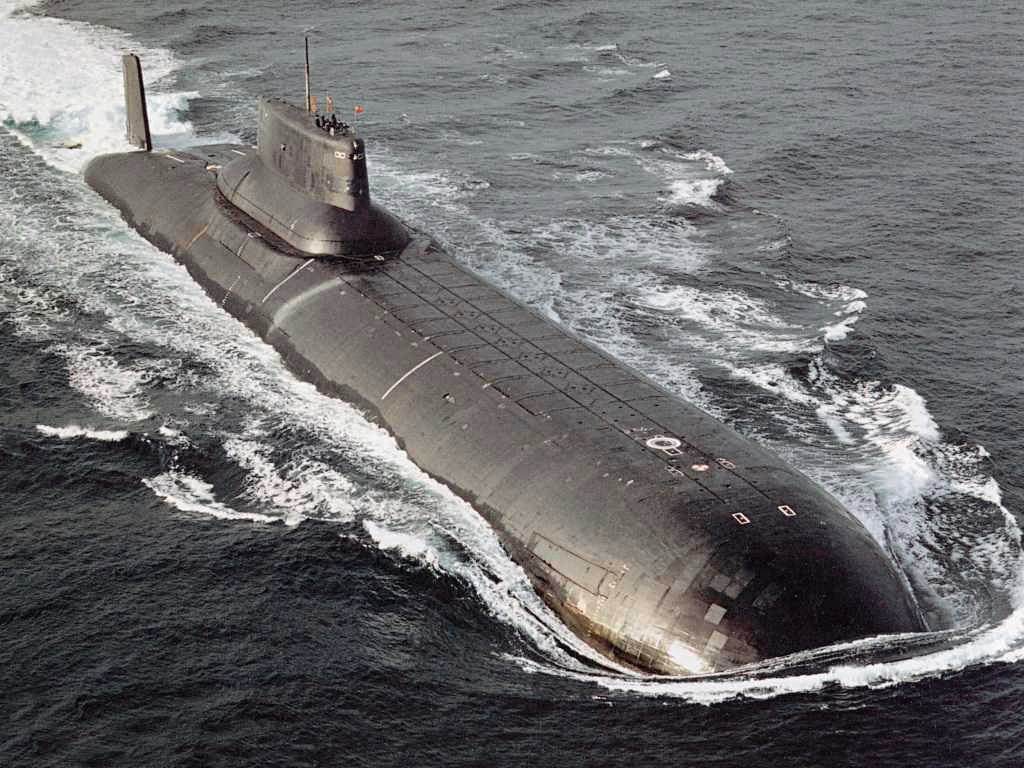
SNLE russe, de la classe Typhoon

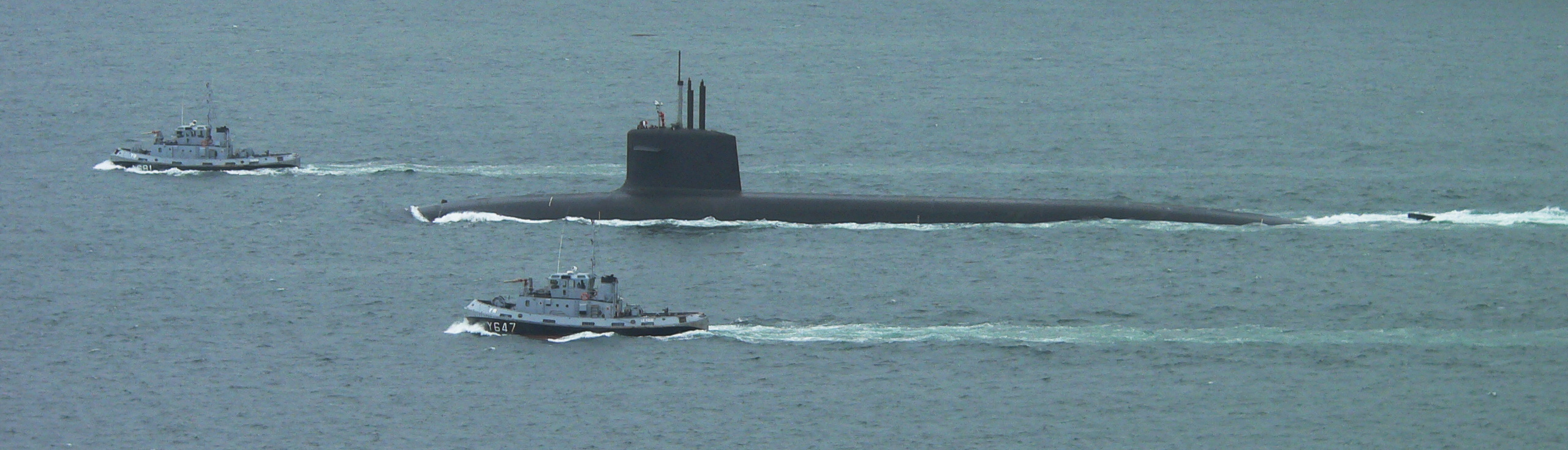
SNLE français Le Terrible.

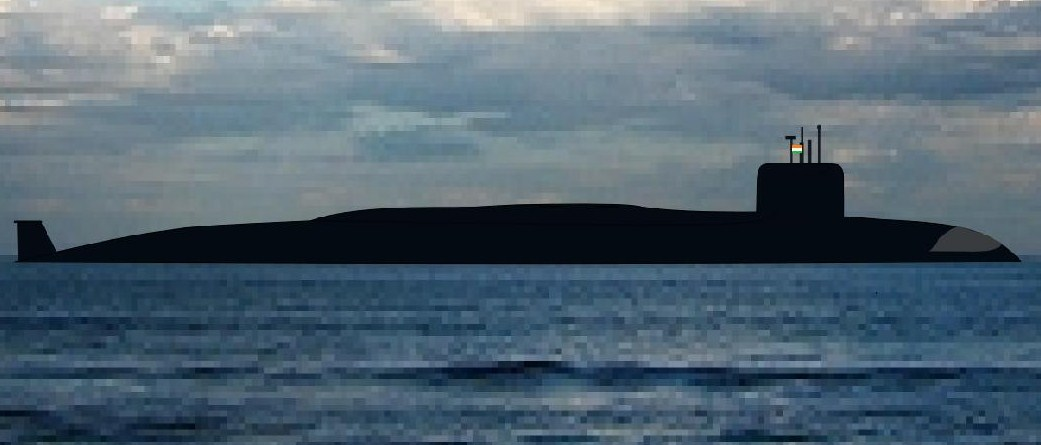
Image d'artiste du SNLE indien de la Classe Arihant

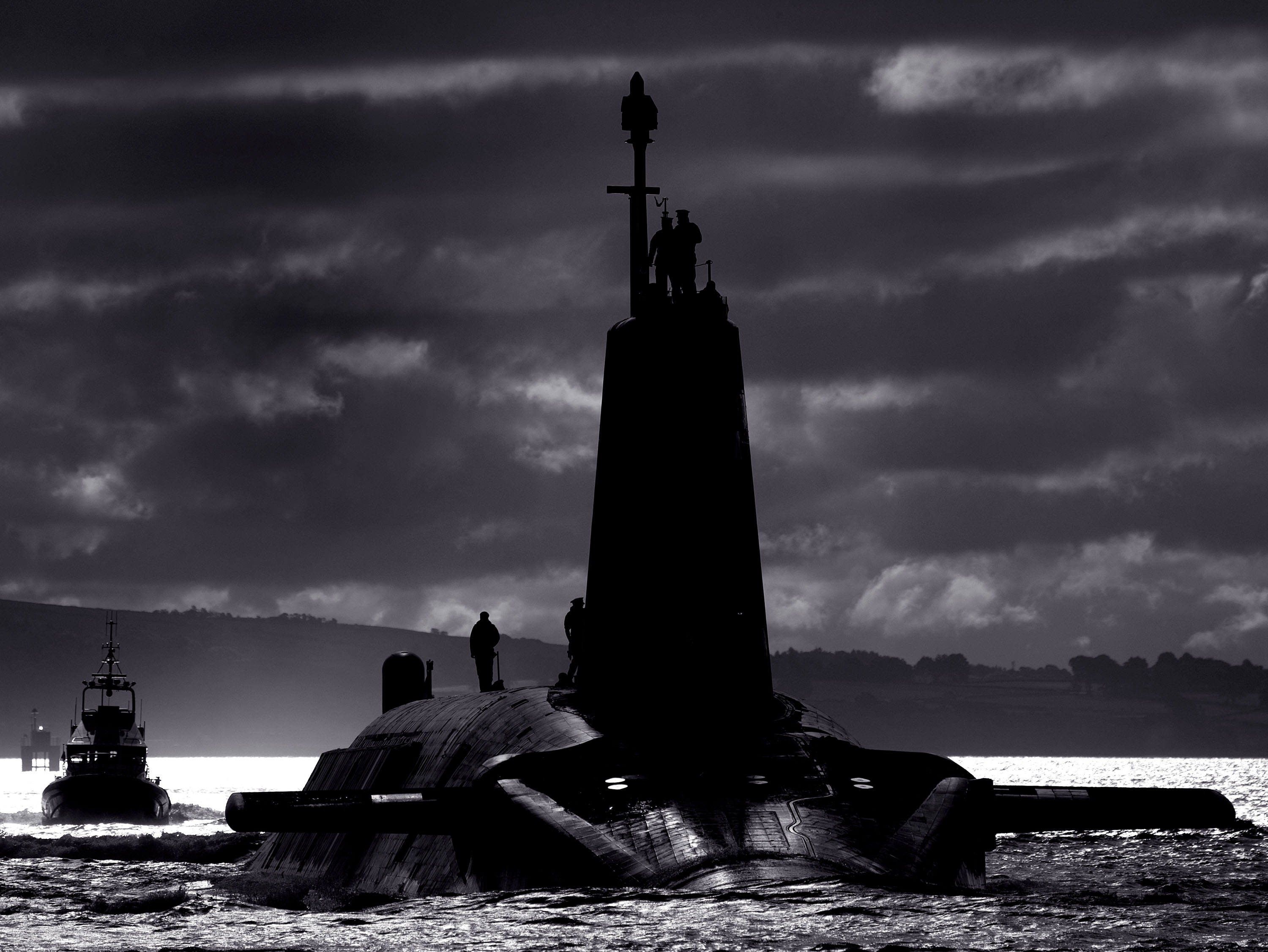
SNLE de la marine royale britannique

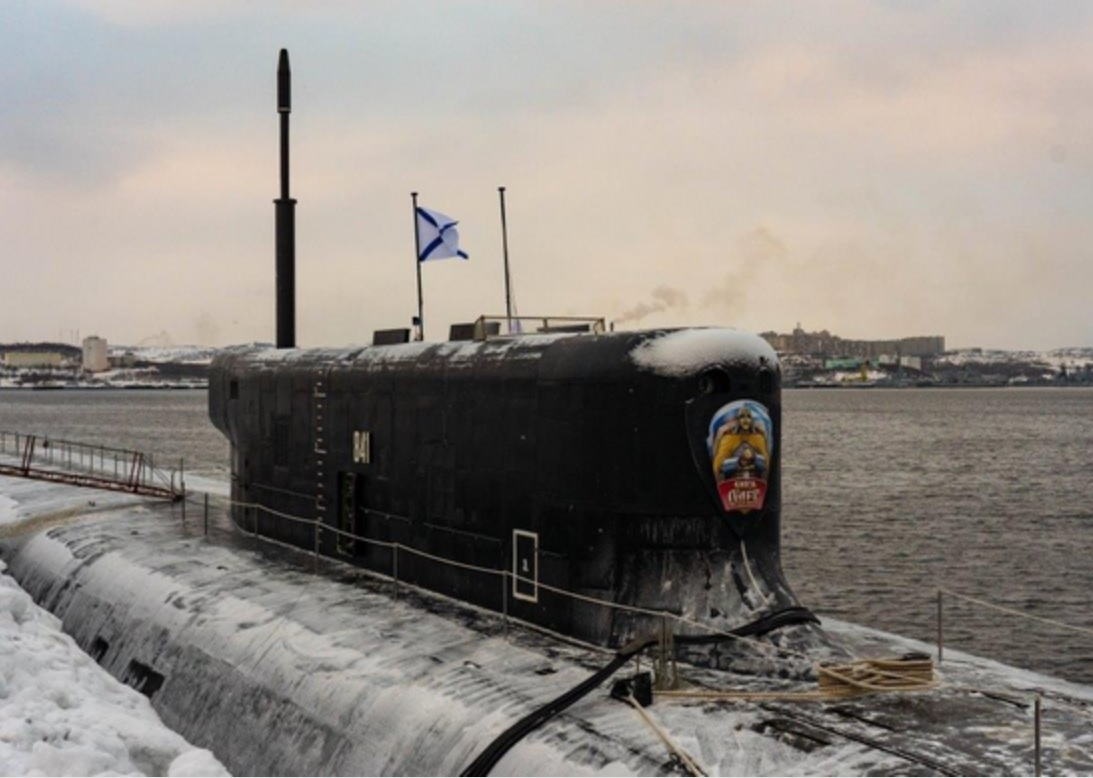
SNLE russe K-552 "Prince Oleg" de classe Boreï

| Nom                             | Classe        | Armé | MSBS chargés              |
| ------------------------------- | ------------- | ---- | ------------------------- |
| Chine : 7                       |               |      |                           |
| Changzheng 6                    | Type 092      | 1983 | 12 Ju Lang-1              |
| ?                               | Type 094      | 2007 | 12 Ju Lang-2              |
| Changzheng 10                   | Type 094      | 2010 | 12 Ju Lang-2              |
| Changzheng 11                   | Type 094      | 2012 | 12 Ju Lang-2              |
| Changzheng 18                   | Type 094      | 2021 | 12 Ju Lang-2              |
| ?                               | Type 094A     | 2020 | 12 Ju Lang-2              |
| ?                               | Type 094A     | 2020 | 12 Ju Lang-2              |
| États-Unis : 14                 |               |      |                           |
| USS Henry M. Jackson (SSBN-730) | Ohio          | 1983 | 24 Trident II D5          |
| USS Alabama (SSBN-731)          | Ohio          | 1985 | 24 Trident II D5          |
| USS Alaska (SSBN-732)           | Ohio          | 1986 | 24 Trident II D5          |
| USS Nevada (SSBN-733)           | Ohio          | 1986 | 24 Trident II D5          |
| USS Tennessee (SSBN-734)        | Ohio          | 1988 | 24 Trident II D5          |
| USS Pennsylvania (SSBN-735)     | Ohio          | 1989 | 24 Trident II D5          |
| USS West Virginia (SSBN-736)    | Ohio          | 1990 | 24 Trident II D5          |
| USS Kentucky (SSBN-737)         | Ohio          | 1991 | 24 Trident II D5          |
| USS Maryland (SSBN-738)         | Ohio          | 1992 | 24 Trident II D5          |
| USS Nebraska (SSBN-739)         | Ohio          | 1993 | 24 Trident II D5          |
| USS Rhode Island (SSBN-740)     | Ohio          | 1994 | 24 Trident II D5          |
| USS Maine (SSBN-741)            | Ohio          | 1995 | 24 Trident II D5          |
| USS Wyoming (SSBN-742)          | Ohio          | 1996 | 24 Trident II D5          |
| USS Louisiana (SSBN-743)        | Ohio          | 1997 | 24 Trident II D5          |
| France : 4                      |               |      |                           |
| Le Triomphant (S616)            | Le Triomphant | 1997 | 16 M-51                   |
| Le Téméraire (S617)             | Le Triomphant | 1999 | 16 M-51                   |
| Le Vigilant (S618)              | Le Triomphant | 2004 | 16 M-51                   |
| Le Terrible (S619)              | Le Triomphant | 2010 | 16 M-51                   |
| Inde : 3                        |               |      |                           |
| INS Arihant                     | Arihant       | 2016 | 4 Agni III ou 12 Sagarika |
| INS Arighaat                    | Arihant       | 2024 | 4 Agni III ou 12 Sagarika |
| INS Aridhaman                   | Arihant       | 2025 | 4 Agni III ou 12 Sagarika |
| Royaume-Uni : 4                 |               |      |                           |
| HMS Vanguard (S28)              | Vanguard      | 1993 | 16 Trident II D5          |
| HMS Victorious (S29)            | Vanguard      | 1995 | 16 Trident II D5          |
| HMS Vigilant (S30)              | Vanguard      | 1996 | 16 Trident II D5          |
| HMS Vengeance (S31)             | Vanguard      | 1999 | 16 Trident II D5          |
| Russie : 14                     |               |      |                           |
| K-44 Riazan                     | Delta III     | 1981 | 16 R-29R (SS-N-18)        |
| K-51 Verkhotourié               | Delta IV      | 1984 | 21 SS-N-15 et 12 SS-N-16  |
| K-84 Iekaterinbourg             | Delta IV      | 1985 | 21 SS-N-15 et 12 SS-N-16  |
| BS-64 Podmoskovye               | Delta IV      | 1986 | 21 SS-N-15 et 12 SS-N-16  |
| K-114 Toula                     | Delta IV      | 1987 | 21 SS-N-15 et 12 SS-N-16  |
| K-117 Briansk                   | Delta IV      | 1988 | 21 SS-N-15 et 12 SS-N-16  |
| K-18 Karelia                    | Delta IV      | 1989 | 21 SS-N-15 et 12 SS-N-16  |
| K-407 Novomoskovsk              | Delta IV      | 1990 | 21 SS-N-15 et 12 SS-N-16  |
| K-535 Iouri Dolgorouki          | Boreï         | 2013 | 16 SS-N-32                |
| K-550 Alexandre Nevski          | Boreï         | 2013 | 16 SS-N-32                |
| K-551 Vladimir Monomaque        | Boreï         | 2014 | 16 SS-N-32                |
| K-549 Prince Vladimir           | Boreï         | 2020 | 16 SS-N-32                |
| K-552 Prince Oleg               | Boreï         | 2021 | 16 SS-N-32                |
| K-553 Généralissime Souvorov    | Boreï         | 2022 | 16 SS-N-32                |

### Sous-marins nucléaires lanceurs de missiles de croisière (SSGN)

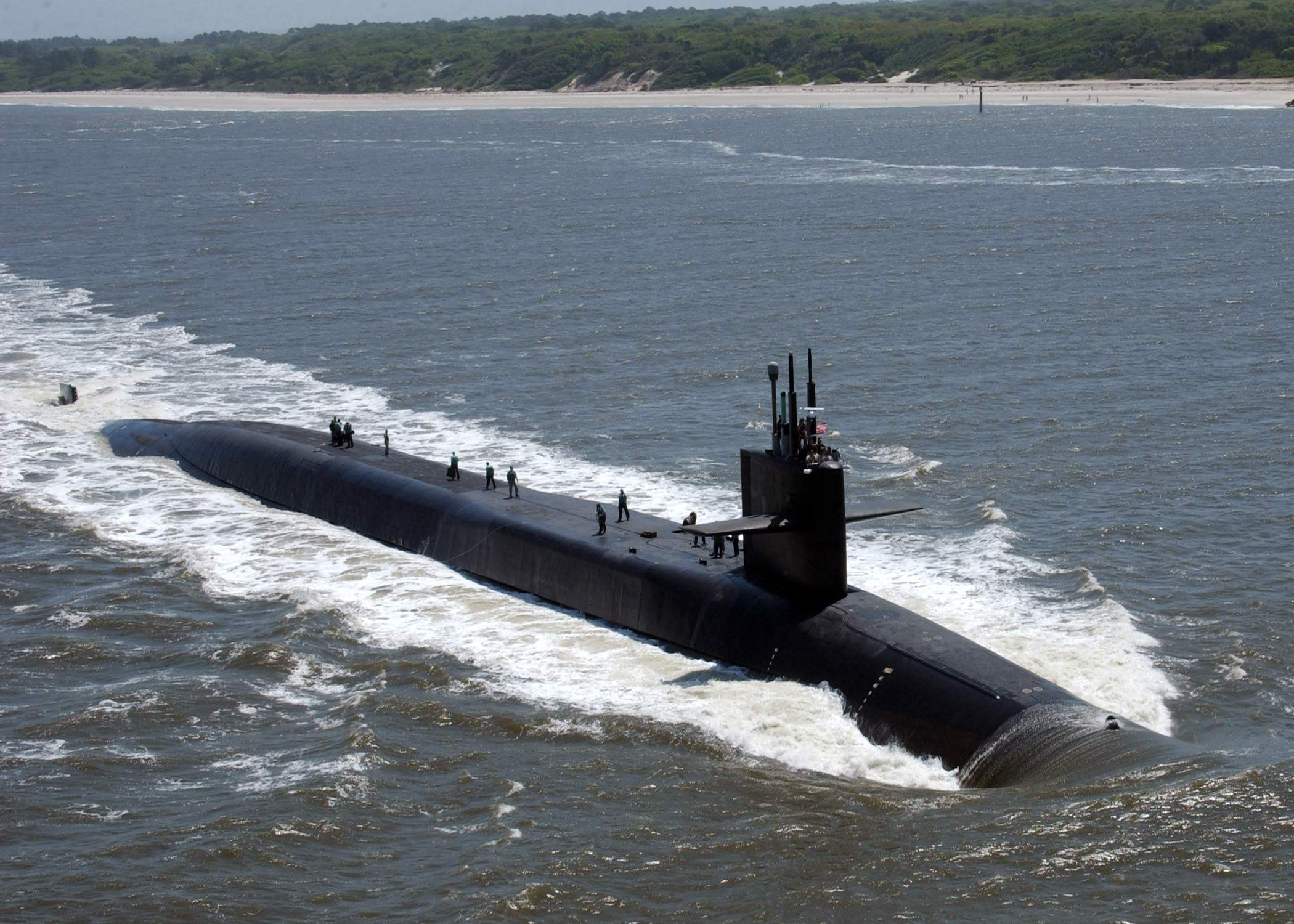
Le sous-marin nucléaire lanceur de missiles de croisière USS Florida (SSGN-728).

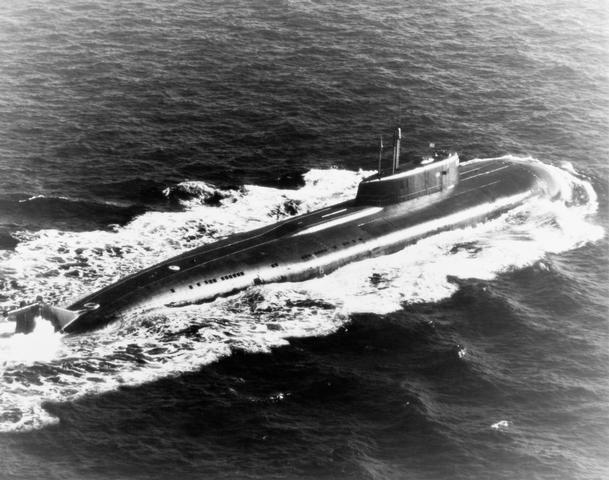
SSNG russe K-186 Omsk

15 en service
| Nom                     | Classe   | Armé | Missiles de croisière chargés |
| ----------------------- | -------- | ---- | ----------------------------- |
| États-Unis : 4          |          |      |                               |
| USS Ohio (SSGN-726)     | Ohio     | 1981 | 154 Tomahawk                  |
| USS Michigan (SSGN-727) | Ohio     | 1982 | 154 Tomahawk                  |
| USS Florida (SSGN-728)  | Ohio     | 1983 | 154 Tomahawk                  |
| USS Georgia (SSGN-729)  | Ohio     | 1983 | 154 Tomahawk                  |
| Russie : 13             |          |      |                               |
| K-148 Krasnodar         | Oscar II | 1986 | 24 SS-N-19                    |
| K-132 Irkoutsk          | Oscar II | 1987 | 24 SS-N-19                    |
| K-119 Voronej           | Oscar II | 1988 | 24 SS-N-19                    |
| K-173 Krasnoïarsk       | Oscar II | 1989 | 24 SS-N-19                    |
| K-410 Smolensk          | Oscar II | 1990 | 24 SS-N-19                    |
| K-442 Tcheliabinsk      | Oscar II | 1990 | 24 SS-N-19                    |
| K-150 Tomsk             | Oscar II | 1991 | 24 SS-N-19                    |
| K-456 Vilioutchinsk     | Oscar II | 1991 | 24 SS-N-19                    |
| K-266 Orel              | Oscar II | 1992 | 24 SS-N-19                    |
| K-186 Omsk              | Oscar II | 1993 | 24 SS-N-19                    |
| K-329 Belgorod          | Oscar II |      | 24 SS-N-19                    |

### Sous-marins nucléaires d'attaque (SNA)

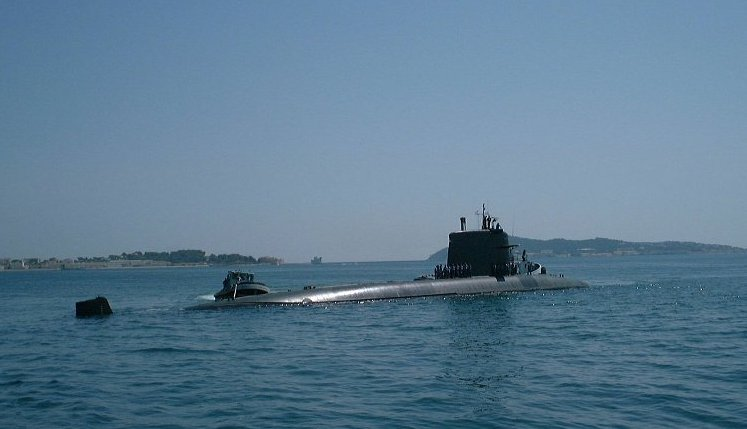
Le sous-marin nucléaire d'attaque Perle en rade de Toulon (mai 2000)

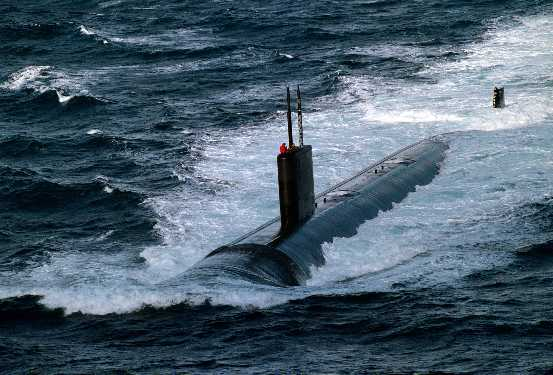
Le sous-marin nucléaire d'attaque.

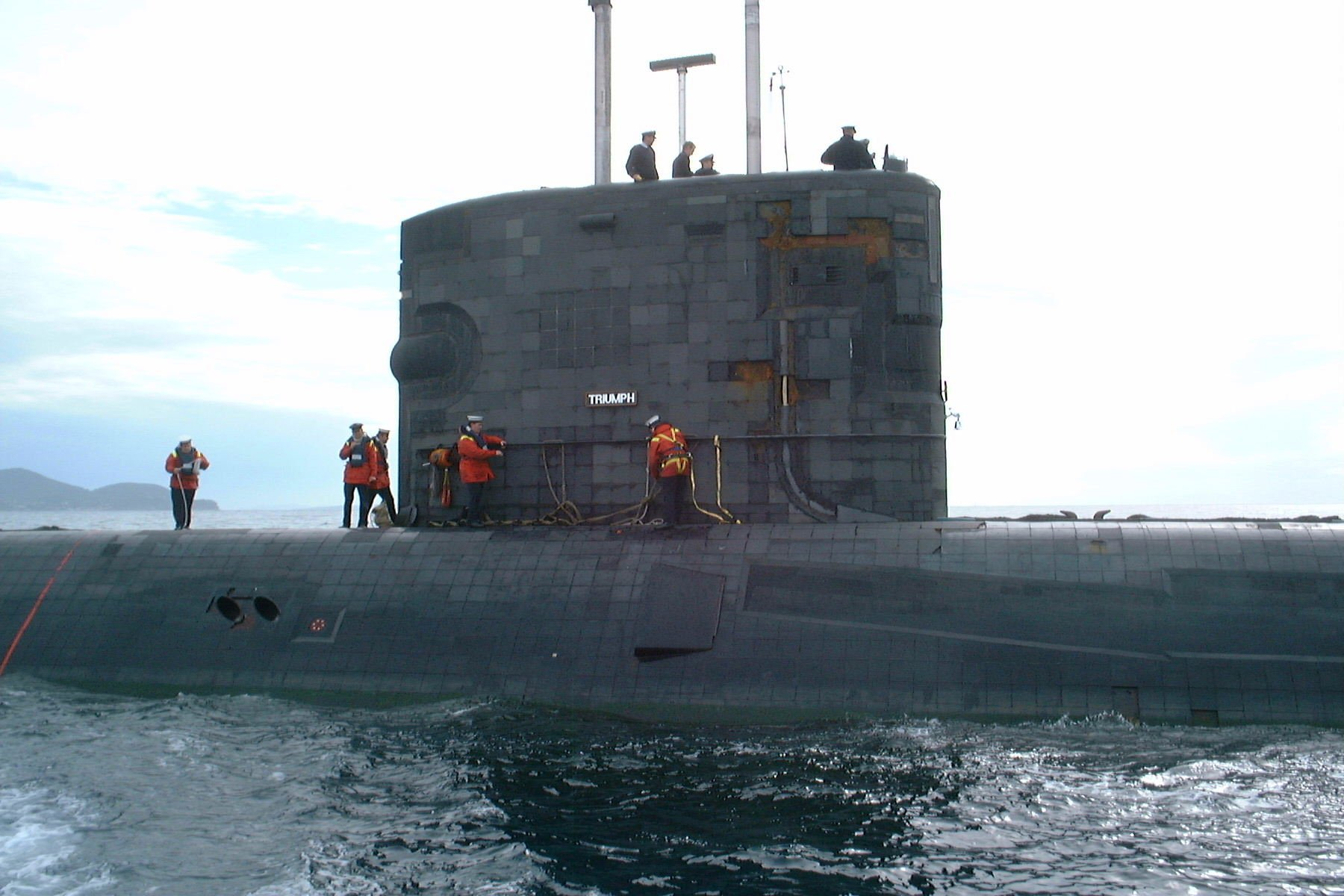
Le sous-marin nucléaire d'attaque de la marine britannique

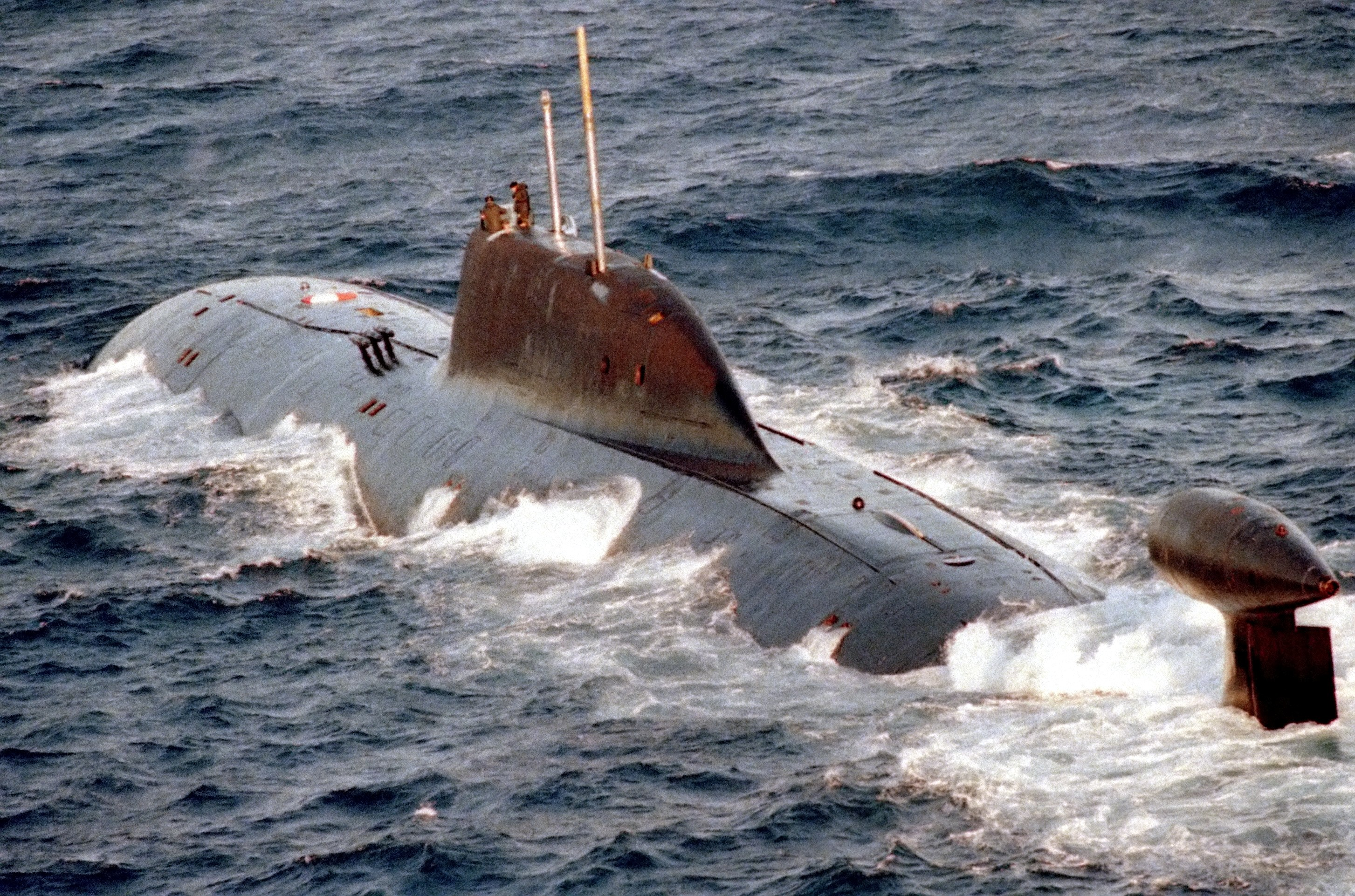
Le SNA K-322 Kachalot de la marine russe

| Nom                            | Classe           | Armé | Missiles de croisière chargés |
| ------------------------------ | ---------------- | ---- | ----------------------------- |
| Chine : 6                      |                  |      |                               |
| ?                              | Type 091 (Han)   | 1984 | ?                             |
| ?                              | Type 091 (Han)   | 1988 | ?                             |
| ?                              | Type 093 (Shang) | 1988 | ?                             |
| ?                              | Type 091 (Han)   | 1991 | ?                             |
| ?                              | Type 093 (Shang) | 1991 | ?                             |
| ?                              | Type 095 (Qing)  | 2014 | ?                             |
| États-Unis : 47                |                  |      |                               |
| USS Newport News (SSN-750)     | Los Angeles      | 1989 | Tomahawk                      |
| USS Albany (SSN-753)           | Los Angeles      | 1990 | Tomahawk                      |
| USS Scranton (SSN-756)         | Los Angeles      | 1991 | Tomahawk                      |
| USS Alexandria (SSN-757)       | Los Angeles      | 1991 | Tomahawk                      |
| USS Asheville (SSN-758)        | Los Angeles      | 1991 | Tomahawk                      |
| USS Jefferson City (SSN-759)   | Los Angeles      | 1992 | Tomahawk                      |
| USS Annapolis (SSN-760)        | Los Angeles      | 1992 | Tomahawk                      |
| USS Boise (SSN-764)            | Los Angeles      | 1992 | Tomahawk                      |
| USS Montpelier (SSN-765)       | Los Angeles      | 1993 | Tomahawk                      |
| USS Springfield (SSN-761)      | Los Angeles      | 1993 | Tomahawk                      |
| USS Columbus (SSN-762)         | Los Angeles      | 1993 | Tomahawk                      |
| USS Santa Fe (SSN-763)         | Los Angeles      | 1994 | Tomahawk                      |
| USS Charlotte (SSN-766)        | Los Angeles      | 1994 | Tomahawk                      |
| USS Hampton (SSN-767)          | Los Angeles      | 1994 | Tomahawk                      |
| USS Hartford (SSN-768)         | Los Angeles      | 1994 | Tomahawk                      |
| USS Toledo (SSN-769)           | Los Angeles      | 1995 | Tomahawk                      |
| USS Tucson (SSN-770)           | Los Angeles      | 1995 | Tomahawk                      |
| USS Columbia (SSN-771)         | Los Angeles      | 1995 | Tomahawk                      |
| USS Greeneville (SSN-772)      | Los Angeles      | 1995 | Tomahawk                      |
| USS Cheyenne (SSN-773)         | Los Angeles      | 1996 | Tomahawk                      |
| USS Seawolf (SSN-21)           | Seawolf          | 1997 | 40 Tomahawk                   |
| USS Connecticut (SSN-22)       | Seawolf          | 1998 | 40 Tomahawk                   |
| USS Virginia (SSN-774)         | Virginia         | 2004 | Tomahawk                      |
| USS Jimmy Carter (SSN-23)      | Seawolf          | 2005 | 40 Tomahawk                   |
| USS Texas (SSN-775)            | Virginia         | 2006 | Tomahawk                      |
| USS Hawaii (SSN-776)           | Virginia         | 2007 | Tomahawk                      |
| USS North Carolina (SSN-777)   | Virginia         | 2008 | Tomahawk                      |
| USS New Hampshire (SSN-778)    | Virginia         | 2009 | Tomahawk                      |
| USS New Mexico (SSN-779)       | Virginia         | 2010 | Tomahawk                      |
| USS Missouri (SSN-780)         | Virginia         | 2010 | Tomahawk                      |
| USS California (SSN-781)       | Virginia         | 2011 | Tomahawk                      |
| USS Mississippi (SSN-782)      | Virginia         | 2012 | Tomahawk                      |
| USS Minnesota (SSN-783)        | Virginia         | 2013 | Tomahawk                      |
| USS North Dakota (SSN-784)     | Virginia         | 2014 | Tomahawk                      |
| USS John Warner (SSN-785)      | Virginia         | 2015 | Tomahawk                      |
| USS Illinois (SSN-786)         | Virginia         | 2016 | Tomahawk                      |
| USS Washington (SSN-787)       | Virginia         | 2017 | Tomahawk                      |
| USS Colorado (SSN-788)         | Virginia         | 2018 | Tomahawk                      |
| USS Indiana (SSN-789)          | Virginia         | 2018 | Tomahawk                      |
| USS South Dakota (SSN-790)     | Virginia         | 2019 | Tomahawk                      |
| USS Delaware (SSN-791)         | Virginia         | 2020 | Tomahawk                      |
| USS Vermont (SSN-792)          | Virginia         | 2020 | Tomahawk                      |
| USS Oregon (SSN-793)           | Virginia         | 2022 | Tomahawk                      |
| USS Montana (SSN-794)          | Virginia         | 2022 | Tomahawk                      |
| USS Hyman G Rickover (SSN-794) | Virginia         | 2023 | Tomahawk                      |
| USS New Jersey (SSN-795)       | Virginia         | 2024 | Tomahawk                      |
| USS Iowa (SSN-796)             | Virginia         | 2025 | Tomahawk                      |
| France : 5                     |                  |      |                               |
| Améthyste (S605)               | Rubis            | 1992 | aucun                         |
| Perle (S606)                   | Rubis            | 1993 | aucun                         |
| Suffren                        | Suffren          | 2020 | MdCN                          |
| Duguay-Trouin (S636)           | Suffren          | 2024 | MdCN                          |
| Tourville                      | Suffren          | 2025 | MdCN                          |
| Royaume-Uni : 5                |                  |      |                               |
| HMS Astute (S119)              | Astute           | 2010 | Tomahawk                      |
| HMS Ambush (S120)              | Astute           | 2013 | Tomahawk                      |
| HMS Artful (S121)              | Astute           | 2016 | Tomahawk                      |
| HMS Audacious (S122)           | Astute           | 2020 | Tomahawk                      |
| HMS Anson (S123)               | Astute           | 2024 | Tomahawk                      |
| Russie : 15                    |                  |      |                               |
| K-322 Kachalot                 | Akula            | 1988 | SS-N-21 et SS-N-16            |
| K-391 Bratsk                   | Akula            | 1989 | SS-N-21 et SS-N-16            |
| K-317 Pantera                  | Akula            | 1990 | SS-N-21 et SS-N-16            |
| K-331 Magadan                  | Akula            | 1990 | SS-N-21 et SS-N-16            |
| K-534 Nijni Novgorod           | Sierra           | 1990 | SS-N-16, SS-N-15 et AS-15     |
| K-461 Volk                     | Akula            | 1991 | SS-N-21 et SS-N-16            |
| K-328 Leopard                  | Akula            | 1992 | SS-N-21 et SS-N-16            |
| K-419 Kouzbass                 | Akula            | 1992 | SS-N-21 et SS-N-16            |
| K-154 Tigr                     | Akula            | 1993 | SS-N-21 et SS-N-16            |
| K-336 Pskov                    | Sierra           | 1993 | SS-N-16, SS-N-15 et AS-15     |
| K-295 Samara                   | Akula            | 1994 | SS-N-21 et SS-N-16            |
| K-157 Vepr                     | Akula            | 1995 | SS-N-21 et SS-N-16            |
| K-335 Guepard                  | Akula            | 2001 | SS-N-21 et SS-N-16            |
| K-152 Nerpa                    | Akula            | 2009 | SS-N-21 et SS-N-16            |
| K-560 Severodvinsk             | Iassen           | 2013 | SS-N-21 et SS-N-16            |

## Liste des sous-marins nucléaires

### Sous-marins nucléaires lanceurs d'engins
Le tableau ci-dessous recense uniquement les SNLE possédant un nom connu, c'est pourquoi on n'y trouve pas les SNLE chinois ou soviétiques (hormis ceux qui ont reçu un nom après la dissolution de l'URSS). Les sous-marins en service sont mis en évidence par une nuance de bleu.
| Nom                           | Marine                         | no       | Classe            | Service     |
| ----------------------------- | ------------------------------ | -------- | ----------------- | ----------- |
| Abraham Lincoln               | United States Navy             | SSBN-602 | George Washington | 1961 – 1981 |
| Alabama                       | United States Navy             | SSBN-731 | Ohio              | 1985 – …    |
| Alaska                        | United States Navy             | SSBN-732 | Ohio              | 1986 – …    |
| Alexander Hamilton            | United States Navy             | SSBN-617 | Lafayette         | 1963 – 1993 |
| Alexandre Nevski              | Marine russe                   | K-550    | Boreï             | 2013 – …    |
| Andrew Jackson                | United States Navy             | SSBN-619 | Lafayette         | 1963 – 1989 |
| Arihant                       | Marine indienne                | S2       | Arihant           | 2016 – …    |
| Arkhangelsk                   | Marine soviétique Marine russe | TK-17    | Typhoon           | 1987 – 2006 |
| Benjamin Franklin             | United States Navy             | SSBN-640 | Benjamin Franklin | 1965 – 1993 |
| Borissoglebsk                 | Marine soviétique Marine russe | K-496    | Delta             | 1977 – 2008 |
| Briansk                       | Marine soviétique Marine russe | K-117    | Delta             | 1988 – …    |
| Casimir Pulaski               | United States Navy             | SSBN-633 | James Madison     | 1964 – 1994 |
| Daniel Boone                  | United States Navy             | SSBN-629 | James Madison     | 1964 – 1994 |
| Daniel Webster                | United States Navy             | SSBN-626 | Lafayette         | 1964 – 1990 |
| Dimitri Donskoï               | Marine soviétique Marine russe | TK-208   | Typhoon           | 1981 – …    |
| Empereur Alexandre III        | Marine russe                   | K-554    | Boreï             | 2023 – …    |
| Ethan Allen                   | United States Navy             | SSBN-608 | Ethan Allen       | 1961 – 1983 |
| Francis Scott Key             | United States Navy             | SSBN-657 | Benjamin Franklin | 1966 – 1993 |
| Généralissime Souvorov        | Marine russe                   | K-553    | Boreï             | 2022 – …    |
| George Bancroft               | United States Navy             | SSBN-643 | Benjamin Franklin | 1966 – 1993 |
| George C. Marshall            | United States Navy             | SSBN-654 | Benjamin Franklin | 1966 – 1992 |
| George Washington             | United States Navy             | SSBN-598 | George Washington | 1959 – 1985 |
| George Washington Carver      | United States Navy             | SSBN-656 | Benjamin Franklin | 1966 – 1993 |
| Henry Clay                    | United States Navy             | SSBN-625 | Lafayette         | 1964 – 1990 |
| Henry L. Stimson              | United States Navy             | SSBN-655 | Benjamin Franklin | 1966 – 1993 |
| Henry M. Jackson              | United States Navy             | SSBN-730 | Ohio              | 1984 – …    |
| Iekaterinbourg                | Marine soviétique Marine russe | K-84     | Delta             | 1985 – …    |
| Iouri Dolgorouki              | Marine russe                   | K-535    | Boreï             | 2013 – …    |
| James K. Polk                 | United States Navy             | SSBN-645 | Benjamin Franklin | 1966 – 1999 |
| James Madison                 | United States Navy             | SSBN-627 | James Madison     | 1964 – 1992 |
| James Monroe                  | United States Navy             | SSBN-622 | Lafayette         | 1963 – 1990 |
| John Adams                    | United States Navy             | SSBN-620 | Lafayette         | 1964 – 1989 |
| John C. Calhoun               | United States Navy             | SSBN-630 | James Madison     | 1964 – 1994 |
| John Marshall                 | United States Navy             | SSBN-611 | Ethan Allen       | 1962 – 1992 |
| Kamehameha                    | United States Navy             | SSBN-642 | Benjamin Franklin | 1965 – 2002 |
| Karelia                       | Marine soviétique Marine russe | K-18     | Delta             | 1989 – …    |
| Kentucky                      | United States Navy             | SSBN-737 | Ohio              | 1991 – …    |
| Kniaz Oleg                    | Marine russe                   | K-552    | Boreï             | 2021 – …    |
| Kniaz Vladimir                | Marine russe                   | K-549    | Boreï             | 2020 – …    |
| L'Indomptable                 | Marine nationale               | S613     | Le Redoutable     | 1976 – 2005 |
| L'Inflexible                  | Marine nationale               | S615     | Le Redoutable     | 1985 – 2008 |
| Lafayette                     | United States Navy             | SSBN-616 | Lafayette         | 1963 – 1991 |
| Le Foudroyant                 | Marine nationale               | S610     | Le Redoutable     | 1974 – 1998 |
| Le Redoutable                 | Marine nationale               | S611     | Le Redoutable     | 1971 – 1991 |
| Le Téméraire                  | Marine nationale               | S617     | Le Triomphant     | 1999 – …    |
| Le Terrible                   | Marine nationale               | S612     | Le Redoutable     | 1973 – 1996 |
| Le Terrible                   | Marine nationale               | S619     | Le Triomphant     | 2010 – …    |
| Le Tonnant                    | Marine nationale               | S614     | Le Redoutable     | 1980 – 1999 |
| Le Triomphant                 | Marine nationale               | S616     | Le Triomphant     | 1997 – …    |
| Le Vigilant                   | Marine nationale               | S618     | Le Triomphant     | 2004 – …    |
| Lewis and Clark               | United States Navy             | SSBN-644 | Benjamin Franklin | 1965 – 1992 |
| Louisiana                     | United States Navy             | SSBN-743 | Ohio              | 1997 – …    |
| Maine                         | United States Navy             | SSBN-741 | Ohio              | 1995 – …    |
| Mariano G. Vallejo            | United States Navy             | SSBN-658 | Benjamin Franklin | 1966 – 1995 |
| Maryland                      | United States Navy             | SSBN-738 | Ohio              | 1992 – …    |
| Nathan Hale                   | United States Navy             | SSBN-623 | Lafayette         | 1963 – 1986 |
| Nathanael Greene              | United States Navy             | SSBN-636 | James Madison     | 1964 – 1986 |
| Nebraska                      | United States Navy             | SSBN-739 | Ohio              | 1993 – …    |
| Nevada                        | United States Navy             | SSBN-733 | Ohio              | 1986 – …    |
| Novomoskovsk                  | Marine soviétique Marine russe | K-407    | Delta             | 1990 – …    |
| Patrick Henry                 | United States Navy             | SSBN-599 | George Washington | 1960 – 1984 |
| Pennsylvania                  | United States Navy             | SSBN-735 | Ohio              | 1989 – …    |
| Petropavlovsk-Kamtchatski     | Marine soviétique Marine russe | K-211    | Delta             | 1979 – 2010 |
| Podolsk                       | Marine soviétique Marine russe | K-223    | Delta             | 1979 – 2018 |
| Renown                        | Royal Navy                     | S26      | Resolution        | 1968 – 1996 |
| Repulse                       | Royal Navy                     | S23      | Resolution        | 1968 – 1996 |
| Resolution                    | Royal Navy                     | S22      | Resolution        | 1967 – 1994 |
| Revenge                       | Royal Navy                     | S27      | Resolution        | 1969 – 1992 |
| Rhode Island                  | United States Navy             | SSBN-740 | Ohio              | 1994 – …    |
| Riazan                        | Marine soviétique Marine russe | K-44     | Delta             | 1982 – …    |
| Robert E. Lee                 | United States Navy             | SSBN-601 | George Washington | 1960 – 1983 |
| Sam Houston                   | United States Navy             | SSBN-609 | Ethan Allen       | 1962 – 1991 |
| Sam Rayburn                   | United States Navy             | SSBN-635 | James Madison     | 1964 – 1989 |
| Severstal                     | Marine soviétique Marine russe | TK-20    | Typhoon           | 1989 – 2004 |
| Simbirsk                      | Marine soviétique Marine russe | TK-12    | Typhoon           | 1984 – 1996 |
| Simon Bolivar                 | United States Navy             | SSBN-641 | Benjamin Franklin | 1965 – 1995 |
| Stonewall Jackson             | United States Navy             | SSBN-634 | James Madison     | 1964 – 1995 |
| Sviatoï Gueorgui Pobedonosets | Marine soviétique Marine russe | K-433    | Delta             | 1980 – 2018 |
| Tecumseh                      | United States Navy             | SSBN-628 | James Madison     | 1964 – 1993 |
| Tennessee                     | United States Navy             | SSBN-734 | Ohio              | 1988 – …    |
| Theodore Roosevelt            | United States Navy             | SSBN-600 | George Washington | 1961 – 1981 |
| Thomas A. Edison              | United States Navy             | SSBN-610 | Ethan Allen       | 1962 – 1983 |
| Thomas Jefferson              | United States Navy             | SSBN-612 | Ethan Allen       | 1963 – 1985 |
| Toula                         | Marine soviétique Marine russe | K-114    | Delta             | 1987 – …    |
| Ulysses S. Grant              | United States Navy             | SSBN-631 | James Madison     | 1964 – 1992 |
| Vanguard                      | Royal Navy                     | S28      | Vanguard          | 1993 – …    |
| Vengeance                     | Royal Navy                     | S31      | Vanguard          | 1999 – …    |
| Verkhotourié                  | Marine soviétique Marine russe | K-51     | Delta             | 1984 – …    |
| Victorious                    | Royal Navy                     | S29      | Vanguard          | 1995 – …    |
| Vigilant                      | Royal Navy                     | S30      | Vanguard          | 1996 – …    |
| Vladimir Monomaque            | Marine russe                   | K-551    | Boreï             | 2014 – …    |
| Von Steuben                   | United States Navy             | SSBN-632 | James Madison     | 1964 – 1994 |
| Will Rogers                   | United States Navy             | SSBN-659 | Benjamin Franklin | 1967 – 1993 |
| West Virginia                 | United States Navy             | SSBN-736 | Ohio              | 1990 – …    |
| Woodrow Wilson                | United States Navy             | SSBN-624 | Lafayette         | 1963 – 1994 |
| Wyoming                       | United States Navy             | SSBN-742 | Ohio              | 1996 – …    |
| Zelenograd                    | Marine soviétique Marine russe | K-506    | Delta             | 1978 – 2010 |